# You’ve Lost That Lovin’ Feelin’
«You’ve Lost That Lovin’ Feelin’» (рус. Ты потеряла то чувство любви) — песня Фила Спектора, Барри Манна и Синтии Вейл, записанная и выпущенная дуэтом The Righteous Brothers в конце 1964 года. 6 февраля 1965 года их сингл на 2 недели возглавил американский и британский национальные хит-парады. Композиция считается одним из образцов известной техники «Стена звука», автором которой является Спектор. В списке 500 величайших песен всех времён по версии журнала Rolling Stone песня занимает 34-е место (версия The Righteous Brothers). По данным организации Broadcast Music Incorporated, на конец 1999 года американское радио и телевидение транслировали «You’ve Lost That Lovin’ Feelin’» более 8 миллионов раз. При непрерывном проигрывании композиции со средней продолжительностью в 3 минуты это составляет более 45 лет.